# Artjärvi
Artjärvi (szw. Artsjö) – dawna gmina w Finlandii, w regionie Päijänne Tavastia. Według danych na 30 grudnia 2010 miasto zamieszkiwało 1412 osób. Gmina została połączona z miastem Orimattila w dniu 1 stycznia 2011.